# 柴山洲特别区农民协会
柴山洲特别区农民协会，1926年1月在湖南省衡山县柴山洲（今属湖南省衡东县三樟镇柴山洲村）夏拜公祠成立的农民协会，该组织属于大革命时期湖南省农民运动的一部分，1927年6月因国民党右派破坏而停止活动。

## 历史
柴山洲毗邻湘江，因湘江在此绕弯而呈半岛形地貌。1920年代初，柴山洲属衡山县，地处湘潭、株洲、衡山三县的交会处，该地河运交通发达，经济文化交流活跃，有900户4000多人口。因地势低洼，柴山洲很容易发生旱涝灾害，农民因受灾等原因导致生产生活困难后，往往向地主借贷，这些贷款通常是年利息高于40%的高利贷，利滚利地对农民进行盘剥。
封建军阀赵恒惕和大地主刘岳峙被中共衡山地委和衡山县农民协会视为阻碍衡山大革命运动的两大封建堡垒，中共衡山地委于1923年9月在赵恒惕的家乡白果建立岳北农工会，开展农民运动。1925年底，毛泽东指派刚从广州农民运动讲习所毕业的湖南省农民运动特派员贺尔康到刘岳峙的家乡柴山洲指导农民运动。1926年1月，贺尔康在柴山洲秘密成立中共柴山洲支部，并在柴山洲夏拜公祠成立柴山洲特别区农民协会，文海南任农民协会委员长。
因为农民运动的影响，农民和地主的矛盾激化，地主不再借给给农民钱粮，缺钱缺粮的农民们的生产和生计均成了亟待解决的问题。为此，中共柴山洲支部和柴山洲特别区农民协会着手筹建柴山洲特别区第一农民银行和柴山洲特别区农民消费合作社。1926年4月，柴山洲特别区农民银行筹备处成立，1926年12月，柴山洲特别区第一农民银行正式成立。
1927年5月21日，国民革命军第三十五军第三十三团团长許克祥在长沙发动马日事变，随后武汉国民政府下的国民党右派纷纷发动反共政变。衡山县挨户团副主任兼常备队队长康庆万从1927年6月10日多次带兵围剿柴山洲，当地共产党人和农会会员很多都被抓捕和屠杀，柴山洲特别区农民协会、柴山洲特别区第一农民银行和柴山洲特别区农民消费合作社均在康庆万的围剿中被毁。

## 备注
1. ↑  一说成立于1926年10月12日[3]